# Frontera entre Burkina Faso i Benín
La frontera entre Burkina Faso i Benín és la línia fronterera en sentit est-oest que separa el nord-oest de Benín del sud-est de Burkina Faso a l'Àfrica central, separant els departaments beninesos d'Alibori i Atakora, de les regions burkinabes de Centre-Est i Est. Té 266 km de longitud.
Hi ha tensions entre els dos països a causa de desacords sobre la línia fronterera exacta, que abasta el poble de Koalou i els seus voltants, una àrea de 68 km². A l'època colonial, la frontera se suposava que seguia el curs del riu Pendjari (Oti), en virtut d'un decret del 22 de juliol de 1914; però el 1938, l'administració colonial va atribuir a Benín el llogaret de Koalou, encara ubicat en el marge teòricament burkinabe del riu. Els incidents ocorren regularment, inclosos els conflictes de competència entre les administracions beninesa i burkinabesa.